# Reahûs
Reahûs est un village situé dans la commune néerlandaise de Súdwest-Fryslân, dans la province de la Frise. Son nom en néerlandais est Roodhuis. Le 1er janvier 2009, le village comptait 182 habitants.